# Poikkipuolinen
Poikkipuolinen är en sjö i kommunen Kajana i landskapet Kajanaland i Finland. Arean är 40 hektar och strandlinjen är 3,3 kilometer lång. Sjön  ingår i Vuoksens huvudavrinningsområde.   Den ligger omkring 29 kilometer söder om Kajana och omkring 440 kilometer norr om Helsingfors. 
Poikkipuolinen ligger sydväst om Lahnasjärvi. 